# Marie Aioe Dorion

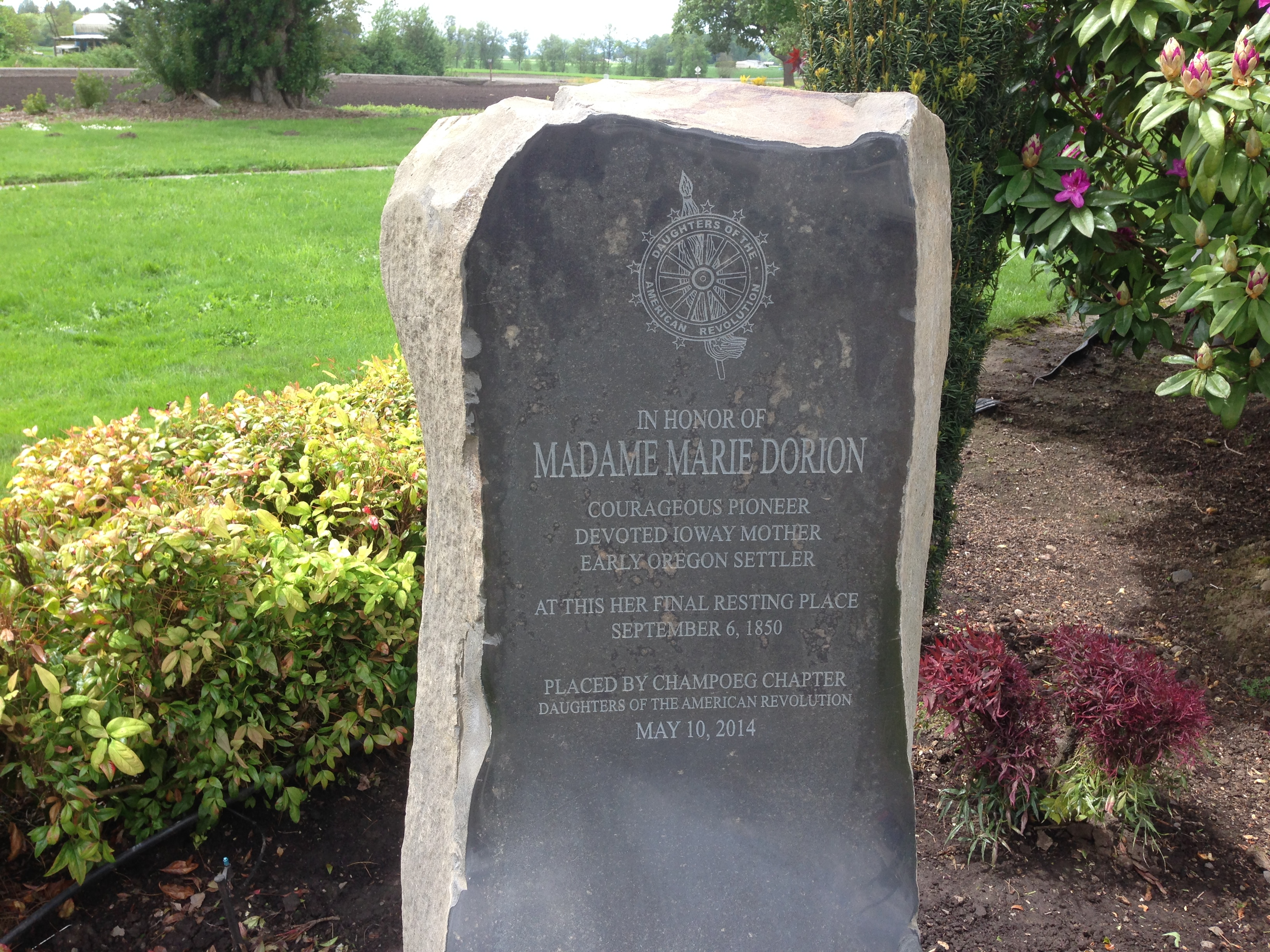
Gedenktafel für Dorion an der katholischen Kirche in St. Louis

Madame Marie Aioe Dorion Venier Toupin (* ca. 1786 in Louisiana, Vizekönigreich Neuspanien oder in der Nähe; † 5. September 1850 in Saint Louis, Oregon-Territorium) war das einzige weibliche Mitglied einer Überlandexpedition, die 1810 von der Pacific Fur Company in den pazifischen Nordwesten geschickt wurde. Wie ihr erster Ehemann Pierre Dorion Jr. war sie Métis, mit einer Mutter vom Stamm der Iowa und einem französisch-kanadischen Vater. Andere bekannte Namen von Dorion sind Wihmunkewakan („Heiliger Regenbogen“), Walks Far Woman oder Marie Laguivoise, letzteres 1841 bei der methodistischen Mission für das Oregon-Gebiet (Willamette Mission) aufgezeichnet und offenbar eine Variation von Aiaouez, später als Iowa wiedergegeben.

## Leben
Dorion wird aktenkundig als ihr Ehemann Pierre Dorion Jr. von der Pacific Fur Company angeheuert wird, um sich Wilson Price Hunt und einer Gruppe auf einer Überlandexpedition anzuschließen. An dieser nimmt sie mit ihren beiden Jungen, im Alter von wahrscheinlich zwei und vier Jahren, teil. Dorian brachte ein weiteres Kind in der Nähe des heutigen North Powder, Oregon, zur Welt, das aber einige Tage später starb. Nachdem sie Fort Astoria erreicht hatten, kehrten Dorion und ihre Familie mit einer Fallensteller-Gruppe in das Gebiet des Snake River zurück. Während sie im Januar 1814 am Handelsposten war, erfuhr Dorion von einem Späher, dass ihr Mann und ein kleiner Trappertrupp von Bannock-Kriegern angegriffen werden sollten. Nachdem sie drei Tage lang mit ihren beiden Kleinkindern allein unterwegs war, fand sie den Ort des Angriffs. Nur einer der Trapper, LeClarc, war am Leben und wurde auf einem Pferd aus dem Gebiet weggebracht. Trotz der medizinischen Versorgung durch Dorion starb er aber noch am selben Abend.
Mehrere Pferde waren von den Bannock-Kriegern zurückgelassen worden und wurden von Dorian umgehend zu dem kleinen Pelzhandelsposten zurückgebracht. Als sie den Posten erreichte, stellte sie jedoch fest, dass das wenige Personal getötet und skalpiert worden war. Bei dem Versuch, eine andere sichere Pelzhandelsstation im pazifischen Nordwesten zu erreichen, brach eines von Dorions zwei Pferden in den Blue Mountains zusammen. Während sie auf das Frühlingswetter wartete, versorgte sie im Winterwetter sich und ihre beiden Kleinkinder 50 Tage lang. Dorion stellte aus den Pferdemähnen Schlingenfallen her, um ihre Familie mit Mäusen und Eichhörnchen zu versorgen. Zusätzlich räucherte sie das Pferdefleisch, sammelte gefrorene Beeren und später das Baummark, um zu verhindern, dass ihre Familie verhungerte. Gegen Ende März konnte Dorion nach Westen vorstoßen und erreichte schließlich erschöpft und unter Nahrungsmangel leidend ein Walla-Walla-Dorf. Die Dorfleitung unterstützte sie materiell und half ihr, zurück nach Fort George zu gelangen.
Dorion heiratete noch zweimal und hatte drei weitere Kinder. Ihr zweiter Ehemann war Louis Venier. Mit ihrem dritten Mann, Jean Toupin, ließ sie sich in der Nähe von Saint Louis, Oregon, im Willamette Valley nieder. Sie wurde als „Madame“ oder „Madame Iowa“ bekannt. Einer der beiden älteren Söhne, Jean Baptiste, schloss sich den Oregon Rifles an und kämpfte im Cayuse-Krieg.

## Nachleben
Dorion wurde in der katholischen, ursprünglich aus Holz gebauten Kirche in Saint Louis beigesetzt. Als die Kirche 1880 abbrannte und die jetzige Kirche gebaut wurde, geriet die Lage von Dorions Grab in Vergessenheit und ist bis heute unbekannt. Erst als das Kirchenregister viele Jahre nach dem Brand der ursprünglichen Kirche vom Französischen ins Englische übersetzt wurde, erfuhr man, dass Dorion in der Kirche begraben worden war. Es gibt keine Aufzeichnungen darüber, warum sie nicht auf dem nahegelegenen Friedhof begraben wurde.
Zu den Orten, die an Dorion erinnern, gehören zwei Parks: Der Madame Dorion Memorial Park an der Mündung des Walla Walla River in der Nähe von Wallula, Washington, und der Marie Dorion Park, ein Stadtpark in Milton-Freewater, Oregon. Die Eastern Oregon University in La Grande benannte ein Wohnheim nach ihr. Dort befindet sich eine Gedenktafel, die auf den Ort in der Nähe von North Powder hinweist, an dem sie wahrscheinlich geboren wurde. In St. Louis ist eine Straße nach ihr benannt, die Dorion Lane.
Dorion gehört zu den 158  für die Geschichte Oregons wichtigen Personen, deren Namen in den Kammern des Repräsentantenhauses und des Senats im Oregon State Capitol aufgemalt sind.[12]
Judy Chicago widmete Dorion eine Inschrift auf den dreieckigen Bodenfliesen des Heritage Floor ihrer 1974 bis 1979 entstandenen Installation The Dinner Party. Die mit dem Namen Marie Iowa beschrifteten Porzellanfliesen sind dem Platz mit dem Gedeck für Sacajawea zugeordnet. Es kann sein, dass Dorion und Sacajawea einander kannten. Peter Stark weist in seinem Buch Astoria auf die Gemeinsamkeiten zwischen den beiden Frauen hin: Beide Frauen stammten ursprünglich aus der damals kleinen Siedlung St. Louis und beide waren Ehefrauen von Dolmetschern im aufkeimenden Missouri-Pelzhandel.
Jane Kirkpatrick erzählt die Geschichte Dorians in ihrer Trilogie „Tender Ties“ als historischem Roman.
Am 10. Mai 2014 hielten die Daughters of the American Revolution einen Gottesdienst in der katholischen Kirche Saint Louis ab, bei dem ein historischer Gedenkstein zu Dorions Ehren eingeweiht wurde.